# Pietro Foscari (1517-1581)
Pietro Foscari (Venezia, 21 luglio 1517 – Venezia, 30 novembre 1581) è stato un politico italiano.
Figlio di Marco Foscari, fu senatore della Repubblica di Venezia: venne investito di varie cariche. Nel 1571 era capitano di Padova, nel 1574 fu fatto consigliere dogale e in tale veste designò Antonio da Ponte come architetto per la ristrutturazione di Palazzo Ducale. Alloggiò nel suo palazzo presso San Pantalon Enrico III di Francia. Nel 1576 fu fatto provveditore alla sanità per far fronte ad un'epidemia di peste.